# Enver Hadri

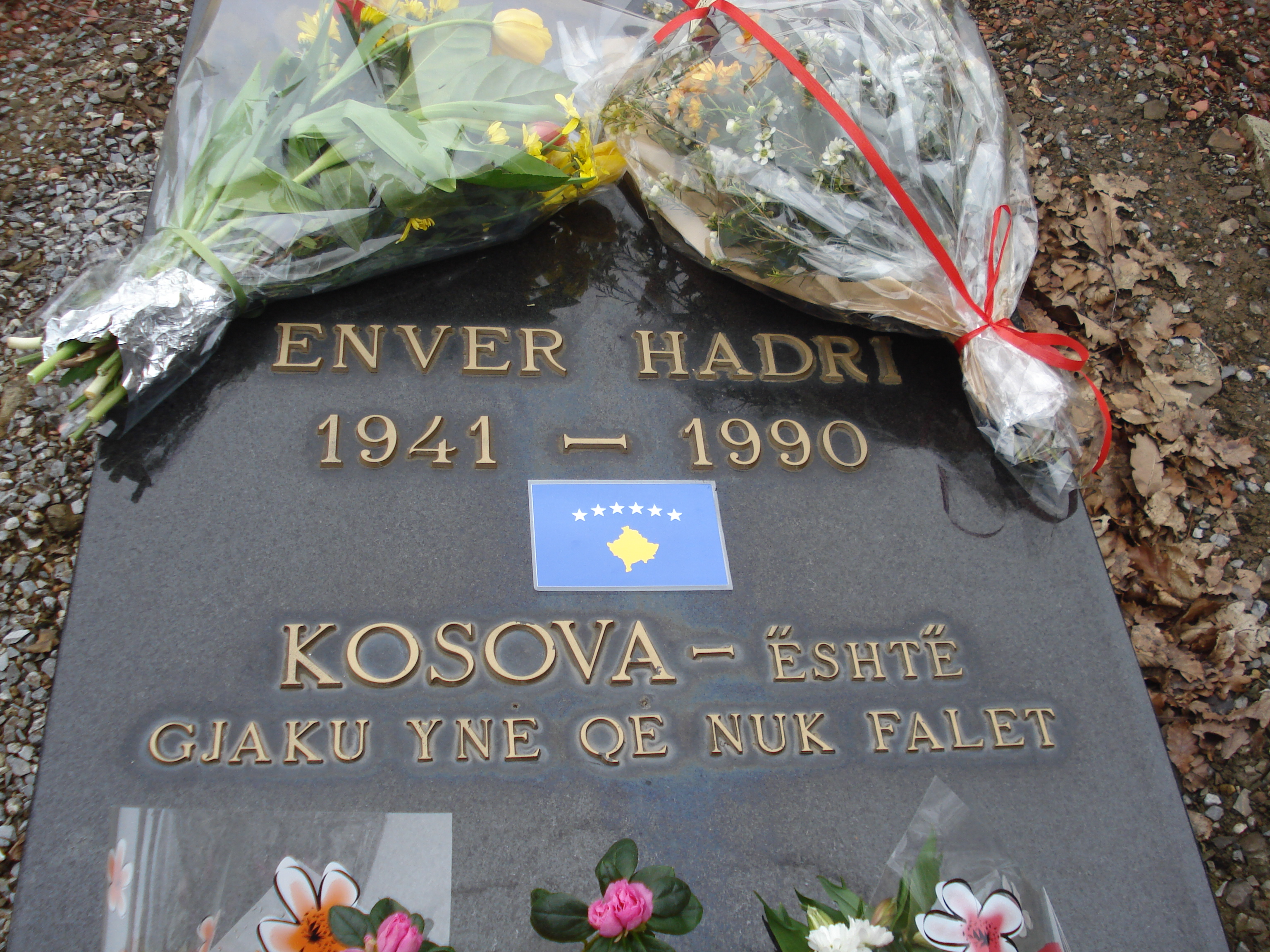
Enver Hadri sírja a „Koszovó a mi meg nem bocsátott vérünk” felirattal

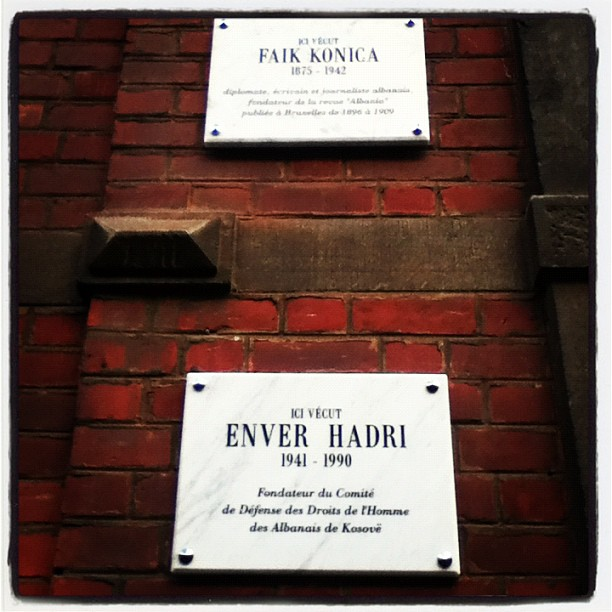
Emléktábla – Rue d'Albanie 23

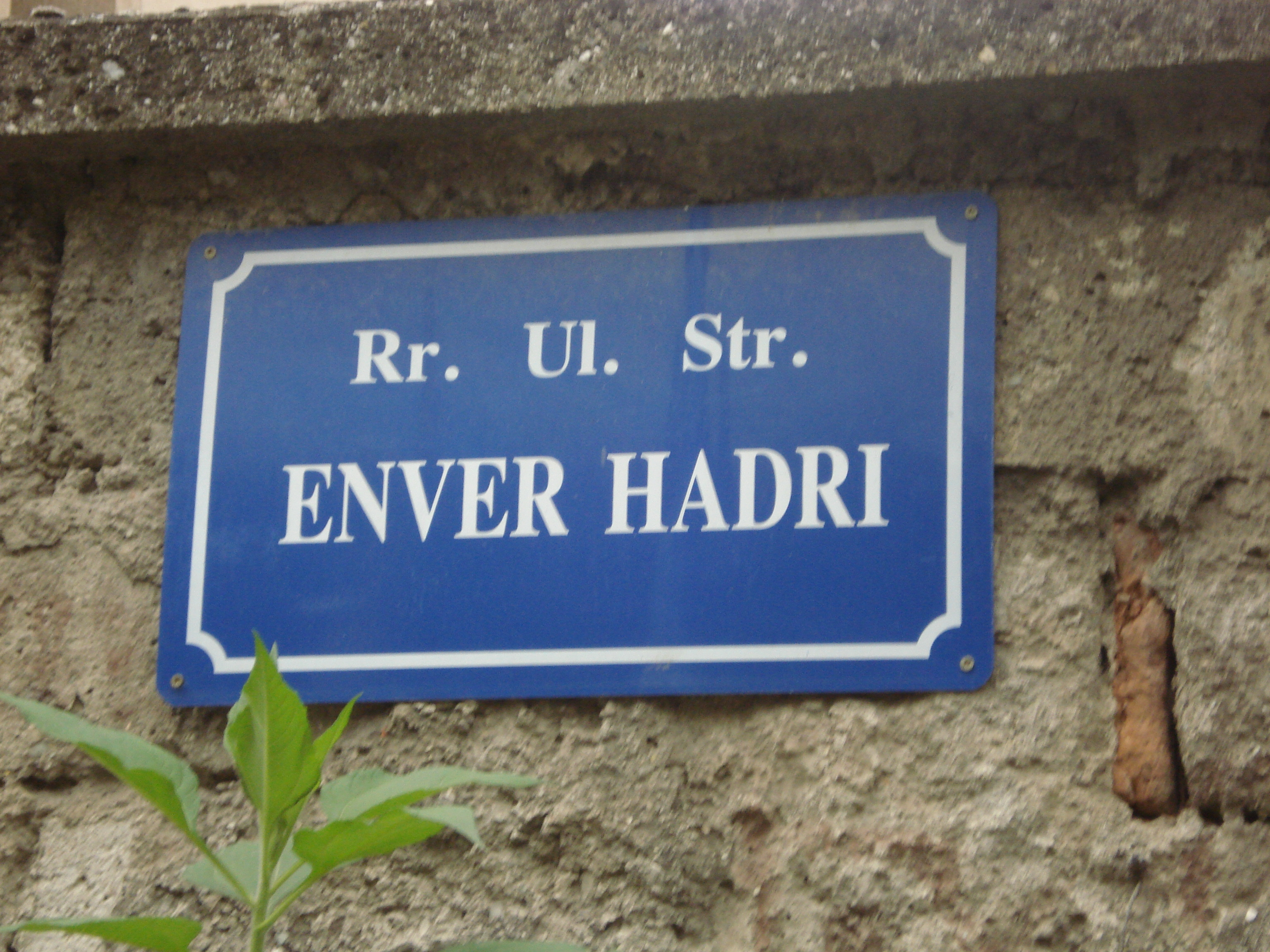
Enver HADRI utca Koszovóban, Peja városában

Enver Hadri (Peja, 1941 – Brüsszel,  1990. február 25.) koszovói albán emberi jogi aktivista. 1972 elején Brüsszelben telepedett le, ahol a Koszovói Albánok Nemzeti Ellenállási Szervezetén keresztül folytatta politikai tevékenységét. A belga főváros Albánia utcájában (Rue d'Albanie) megalakította és irányította az Emberi Jogok Albán Bizottságát.

## Halála
1990. február 25-én, 49 évesen Enver Hadri megsérült, majd a kórházban meghalt egy merényletben. 
Az akkori információk szerint három ismeretlen személy gyilkolta meg, amikor megállt egy brüsszeli közlekedési lámpánál. Ez Saint-Gilles településen történt, a rue St Bernard és a rue de la Victoire kereszteződésénél. Hadri magánál tartotta a Koszovóban meggyilkolt 32 albánt tartalmazó listát, amelyet másnap akart benyújtani az Európai Parlament emberi jogi bizottságának. 1972 óta Brüsszelben élt, ahol a koszovói albánok emberi jogainak napirendre tűzésén dolgozott.
A bűncselekmény elkövetői Andrija Lakonić, Veselin Vukotić és Darko Ašanin voltak. Lakonićot Szerbiában ölte meg Vukotić nem sokkal Hadri meggyilkolása után, míg Ašanint először Görögországban tartóztatták le, ahol éppen a belga hatóságokhoz készült, amikor a görög igazságügyi miniszter közbelépett, és Szerbiába szállították. Ugyanebben az évben Szerbiában megölték. Veselin Vukotićot 2006-ban tartóztatták le Spanyolországban. A spanyol rendőrség szerint Vukotićnál olyan dokumentumok is voltak, amelyek Slobodan Milošević volt jugoszláv elnököt terhelték számos merénylet miatt.

## Emlékezete
2006-ban Koszovó elnöke, Ibrahim Rugova Enver Hadrit „Koszovó Hőse” arany érdemrenddel tüntette ki, „Koszovó szabadságához és függetlenségéhez való hozzájárulásáért”.

## Fordítás
- Ez a szócikk részben vagy egészben  az   Enver Hadri című angol Wikipédia-szócikk ezen változatának fordításán alapul.  Az eredeti cikk szerkesztőit annak laptörténete sorolja fel. Ez a jelzés csupán a megfogalmazás eredetét és a szerzői jogokat jelzi, nem szolgál a cikkben szereplő információk forrásmegjelöléseként.